# Hieracium fulvescens
Hieracium fulvescens es una especie de planta con flor del género Hieracium, de la familia Asteraceae, orden Asterales.

## Distribución
Hieracium fulvescens se distribuye por Noruega, Suecia, Finlandia, Estonia, Letonia y Rusia.

## Taxonomía
Fue descrita científicamente por Norrl.
Tratamiento taxonómico
La especie aparece registrada y publicada en Acta Soc. Fauna Fl. Fenn.